# 京都旭丘中學事件

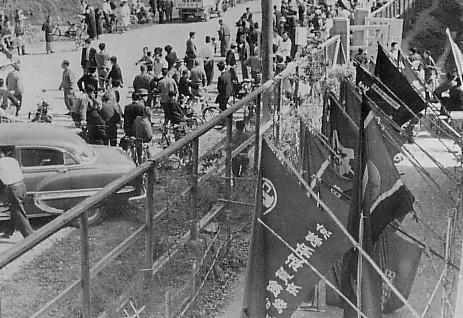
京都旭丘中学事件

京都旭丘中學事件，是在1953年4月29日到1954年6月1日於日本京都的京都旭丘中学因為教育方針的不同，所引發保守派與改革派的教職員和學生家長之間的對立事件。

## 概要
代表保守派的京都市文部省，在代表改革派的日本教師公會上增加更多壓力，進一部加深對立。
在該校，長期以來就有一部份的教職員針對和平教育和單面教育的問題與家長會當中的保守派家長與開放派家長產生對立現象。在1953年4月29日，該校發生失火意外後，針對重建計畫的問題，同年的12月5日，保守派的家長與開始針對改革派的教職員抗議，並且引發對立。京都市教育委員會在隔年的三月，將三名代表改革派的教師轉任其他學校，但是該三名教師不願意接受轉任，於是在5月5日，教育委員會決定將這三名教師予以免職處分。
之後，改革派的教師與家長們與京都府教師公會聯合將學校封鎖，自行上課。而保守派的父母就與市政府教育委員會一同使用公共設施開始補課，形成學生分成兩邊上課的對立局面。當時的國會議員、京都市長與文部大臣等等批評封閉學校是一種「暴力革命」，因為當時的「教育二法」問題，使得問題更加混亂。長時間下，雙方把學生拉進來變成鬥爭工具，也受到當時的輿論批評。最後在京都府教育委員會的介入調停下，將已免職的三位老師之外的老師在無其他懲罰的情況下，全部轉任他校；校長以下的教職員都更換的條件下，雙方達成協議。在6月1日，學校重新開始上課。而遭免職處分的三位老師最後提出取消免職處分的告訴，1974年的時候，日本的最高法院裁決三位老師敗訴。